# Ołtarz Pana Jezusa Ukrzyżowanego (bazylika archikatedralna św. Stanisława BM i św. Wacława w Krakowie)
Ołtarz Pana Jezusa Ukrzyżowanego zwany również ołtarzem cudownego krucyfiksu królowej Jadwigi – jeden z ołtarzy katedry wawelskiej. Od 1987 roku w mensie ołtarza znajduje się trumienka ze szczątkami św. Jadwigi Andegaweńskiej. Wcześniej szczątki królowej spoczywały w nagrobku z białego marmuru.
Wykonany z czarnego marmuru z Dębnika, ustawiony w północno-wschodnim narożniku obejścia katedry na Wawelu. Pięcioosiowa struktura o ekspresyjnym, załamanym przebiegu wsparta na dwukondygnacjowym cokole. Osie zewnętrzne lekko wyłamane w kierunku obejścia, natomiast cokół na osiach wewnętrznych wysunięty w stronę obejścia. W części dolnej, pośrodku wydzielona mensa w kształcie lezącego prostokąta z niszą, w którą wstawiono brązowy relikwiarz na szczątki św. Jadwigi Andegaweńskiej, królowej Polski. Boczne pola cokołów wypełnione płycinami w kształcie stojących prostokątów. W części górnej pośrodku wydzielona predella z wyrytą złoconymi literami inskrypcją łacińską, odnoszącą się do dziejów cudownego krucyfiksu.
W centralnej części ołtarza umieszczony jest Czarny Krucyfiks królowej Jadwigi. Ponad dwumetrowa rzeźba Chrystusa Ukrzyżowanego z lipowego drewna, pochodząca z drugiej połowy XIV wieku. Krucyfiks przybył do Polski wraz z Jadwigą z Węgier. Obecnie umieszczony jest na tle srebrnej blachy.